# Apollo (Apfel)
Apollo ist eine Sorte des Apfels (Malus domestica), die eine Kreuzung aus ‚Cox Orangenrenette‘ und ‚Geheimrat Dr. Oldenburg‘ darstellt. Sie wurde am Institut für Acker- und Pflanzenbau in Müncheberg gezogen.

## Beschreibung
Der Baum ist starkwüchsig und mittel bis dicht verzweigt. Er ist nicht empfindlich gegenüber Schorf und Mehltau, jedoch sind die Blüten spätfrostempfindlich. 
Die Blüte entwickelt sich an Kurztrieben, die an ein- und zweijährigem Langtrieben stehen. Die Blüten sind sehr frostempfindlich.
Die mittelgroße, rundliche Frucht wird 69 mm breit und 59 mm hoch und erreicht ein Gewicht von 140 Gramm. Die glatte, trockene und feste Schale ist unten gelb gefärbt und weiter oben orangerot verwaschen. Das feste, gelblich weiße Fruchtfleisch ist mittelfeinzellig, saftig und harmonisch süßsäuerlich. Die Pflückreife ist von Anfang bis Mitte September, Genussreife von September bis November. Der Apfel ist nicht lagerfähig und zum Sofortverbrauch bestimmt. Nach drei Wochen Lagerung wird er mehlig. Von Apollo stammen die Apfelsorten Retina und Piros ab.

## Namensgebung
Die Bezeichnung "Apollo-Baum" für das Gewächs und nachfolgend "Apollo-Apfel" für die Sorte geht auf die Apollo-Mission der NASA Ende der 60er Jahre zurück. Nach der erfolgreichen Landung der ersten Astronauten auf dem Mond spielten zwei damals 8-jährige Jungen in einem Obstgarten im Untereichsfeld die Reise nach und taten dies wiederholt in einem Baum dieser Sorte. Um den betreffenden Baum mit seinen süßen Früchten von anderen Apfelbäumen unterscheiden zu können, wurde er in der Familie alsbald Apollo-Baum genannt. Sein eigentlicher Sortenname (vermutlich "Delba") war ihnen nicht bekannt. Die besagte Bezeichnung verbreitete sich bald auch in der Verwandtschaft und in Teilen der Dorfbevölkerung.
Durch eine der Verwandten gelangte Anfang der 70er Jahre ein Korb mit "Apollo"-Äpfeln zu dem bekannten, in der ehemaligen DDR in Wurzen ansässigen Pomologen Herbert Petzold. Dieser nahm die Sorte schließlich 1979 unter der Bezeichnung "Apollo" in sein Bestimmungsbuch "Apfelsorten" auf (siehe ↓ Literatur), wodurch der Name eine weitere Verbreitung erlangte und letztlich auch in Fachkreisen übernommen wurde. 